# Királd
Királd ist eine ungarische Gemeinde im Kreis Putnok im Komitat Borsod-Abaúj-Zemplén.

## Geografische Lage
Királd liegt in Nordungarn, 34 Kilometer nordwestlich des Komitatssitzes Miskolc und 6 Kilometer südwestlich der Kreisstadt Putnok an dem Fluss Királd-patak. Nachbargemeinden sind Sajónémeti, Sajómercse, Borsodbóta und Ózd.

## Geschichte
Im Jahr 1913 gab es in der damaligen Kleingemeinde 93 Häuser und 880 Einwohner auf einer Fläche von 1032  Katastraljochen. Sie gehörte zu dieser Zeit zum Bezirk Ózd im Komitat Borsod.
Királd war ein traditioneller Bergbauort. Der Kohleabbau begann 1851 und endete mit der Schließung des Bergwerks im Jahr 1984.

## Sehenswürdigkeiten
- Denkmal eines Bergmanns, erschaffen 1956 von Géza Fekete
- Römisch-katholische Kirche Szent Imre, erbaut 1826 im barocken Stil

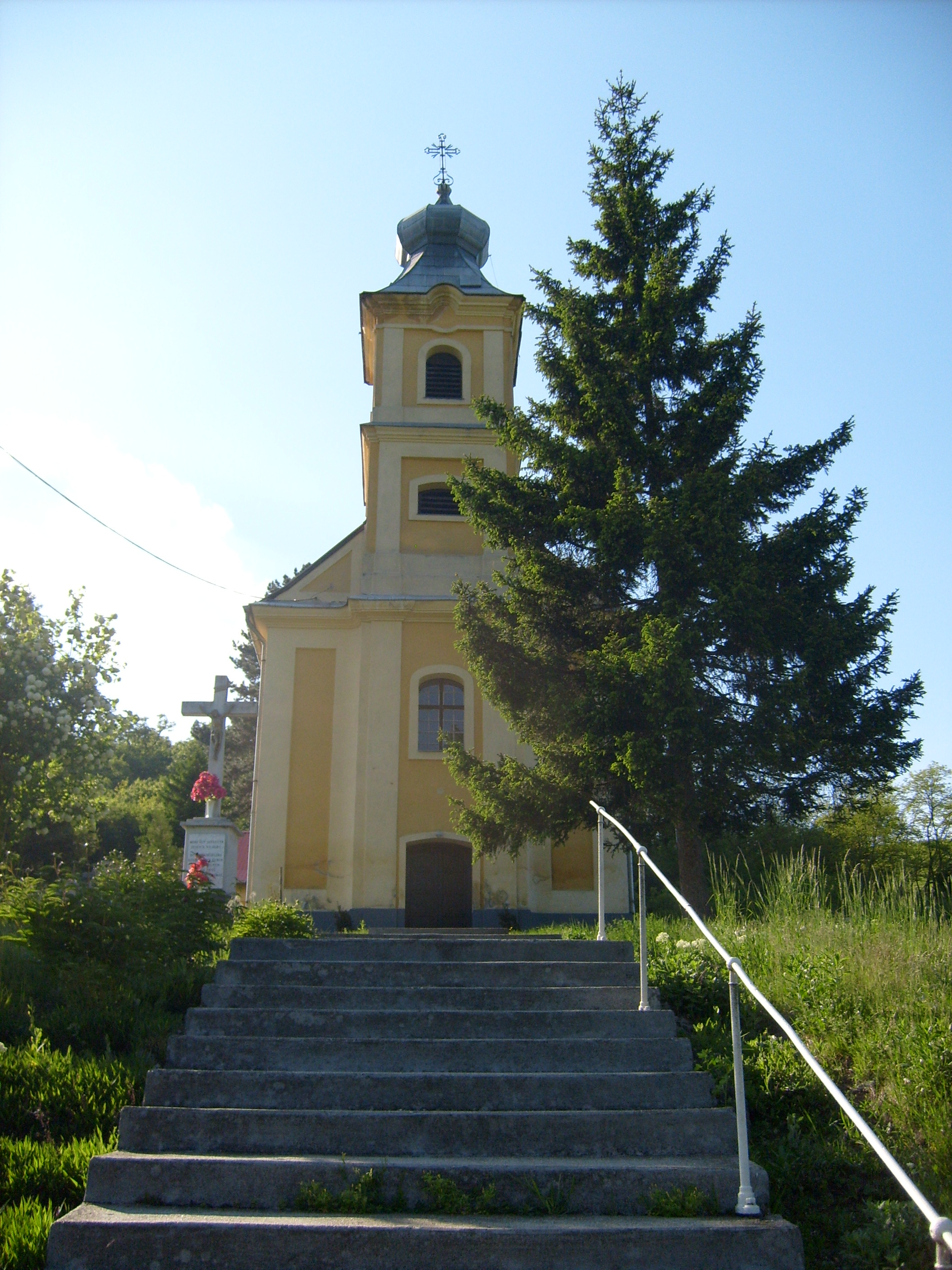
Römisch-katholische Kirche Szent Imre in Királd

## Verkehr
Durch Királd verläuft die Landstraße Nr. 2525. Es bestehen Busverbindungen über Borsodbóta nach Uppony, nach Ózd sowie nach Putnok. Der Personenverkehr am Bahnhof Királd an der Bahnstrecke Eger–Putnok wurde 2009 eingestellt.